# Дудовка (Харьковская область)
Дудовка (укр. Дудівка) — село,
Новомажаровский сельский совет,
Зачепиловский район,
Харьковская область, Украина.
Код КОАТУУ — 6322283002. Население по переписи 2001 года составляет 93 (43/50 м/ж) человека.

## Географическое положение
Село Дудовка находится на расстоянии в 2 км от сёл Петровка и Котовка, в 3-х км от села Оляновка и в 8-и км от села Новое Мажарово.
В селе 2 пруда.
Дата основания — 1825. Имеется фельдшерский пункт.

## Достопримечательности
- Братская могила советских воинов погибших в 1943 году. Похоронено 6 воинов. Памятник установлен в 1958 году.
- Памятник землякам погибшим в Великой Отечественной войне. Установлен в 1975 году.[1].